# Cosmos 359
La missió Cosmos 359 o Kosmos-359 va ser un fallit intent soviètic d'enviar una sonda espacial no tripulada al planeta Venus.El llançament es va efectuar el 22 d'agost de 1970 i es creu que entre els seus objectius estava el de fer aterrar en la superfície de Venus una sonda similar a la de la missió Venera 7, que havia estat llançada 5 dies abans (el 17 d'agost de 1970). Una fallada en l'última etapa va deixar a la nau atrapada en una òrbita el·líptica al voltant de la Terra, romanent en aquesta òrbita inestable durant 410 dies fins que finalment es va produir la seva reentrada en l'atmosfera terrestre. Les missions del programa espacial soviètic amb destinació en l'òrbita terrestre rebien el nom Kosmos, mentre que les que tenien com a objectiu l'exploració de Venus es batejaven com Venera. El canvi de nom d'aquesta missió a Kosmos 359 va ser un intent d'ocultar el seu fracàs, en una època dominada per l'impacte mediàtic i publicitari de les missions Apol·lo de la NASA

## Fallada del coet
Al moment d'iniciar l'òrbita de transferència que portaria el vehicle espacial a Venus, l'última etapa del coet es va encendre tard i es va apagar massa aviat a causa d'una fallada en un transformador de corrent.

## Experiments
La Kosmos 359 transportava una gran varietat d'instruments científics, entre els quals s'incloïen un detector de vent solar, un detector de raigs còsmics i un baròmetre aneroide encarregat de mesurar la pressió de l'atmosfera de Venus.